# Jan Dyszkiewicz
Jan Dyszkiewicz (ur. 1 czerwca 1895 w Maćkówce, zm. ?) – podpułkownik piechoty Wojska Polskiego.

## Życiorys
Urodził się we wsi Maćkówka, w ówczesnym powiecie łańcuckim Królestwa Galicji i Lodomerii, w rodzinie Walentego. W czasie I wojny światowej walczył w szeregach cesarskiej i królewskiej Armii.
1 czerwca 1921 pełnił służbę w Centrum Wyszkolenia w Rembertowie, a jego oddziałem macierzystym był 37 Pułk Piechoty. 3 maja 1922 został zweryfikowany w stopniu kapitana ze starszeństwem z 1 czerwca 1919 i 1821. lokatą w korpusie oficerów piechoty, a jego oddziałem macierzystym był nadal 37 pp. W listopadzie tego roku został przydzielony z 2 Pułku Strzelców Podhalańskich w Sanoku do Powiatowej Komendy Uzupełnień Nisko w Łańcucie na stanowisko oficera instrukcyjnego. Później został przeniesiony do 38 Pułku Piechoty w Przemyślu z pozostawieniem na stanowisku oficera instrukcyjnego. W grudniu 1923 został przydzielony do Oddziału III Sztabu Dowództwa Okręgu Korpusu Nr X w Przemyślu. W lipcu 1929 został przeniesiony z DOK X do 38 pp. 2 grudnia 1930 został mianowany majorem ze starszeństwem z 1 stycznia 1931 i 66. lokatą w korpusie oficerów piechoty. W marcu 1931 został wyznaczony na stanowisko kwatermistrza, a w czerwcu 1933 przesunięty na stanowisko dowódcy batalionu. We wrześniu 1935 został przeniesiony do Korpusu Ochrony Pogranicza na stanowisko dowódcy Batalionu KOP „Sienkiewicze”. Na stopień podpułkownika został mianowany ze starszeństwem z 19 marca 1939 i 42. lokatą w korpusie oficerów piechoty. Na stanowisku dowódcy batalionu pozostał do września 1939. Na jego czele walczył w kampanii wrześniowej. Dostał się do niemieckiej niewoli. Przebywał w Oflagu VII A Murnau.

## Ordery i odznaczenia
- Krzyż Kawalerski Orderu Odrodzenia Polski (10 listopada 1938)[17][18]
- Krzyż Walecznych (czterokrotnie)[19]
- Medal Niepodległości (9 stycznia 1932)[20]
- Srebrny Krzyż Zasługi (16 marca 1928)[21][19]